# 乔劳
乔劳（德語：Zschorlau，德語發音：[ˈt͡ʃɔʁlaʊ]）是德国萨克森州的市镇，隶属于厄尔士山县。总面积为21.92平方千米，截至2023年12月31日总人口为5,110人。